# Katharinenberg 30 (Stralsund)
Das Gebäude mit der postalischen Adresse Katharinenberg 30 / Knieperwall 14 in Stralsund ist ein denkmalgeschütztes Bauwerk in der Straße Katharinenberg mit einem weiteren Eingang am Knieperwall.
Der zweigeschossige Putzbau mit Krüppelwalmdach wurde wahrscheinlich in der zweiten Hälfte des 19. Jahrhunderts über der Stralsunder Stadtmauer errichtet.
Das Haus im Kerngebiet des von der UNESCO als Weltkulturerbe anerkannten Stadtgebietes des Kulturgutes „Historische Altstädte Stralsund und Wismar“ ist in die Liste der Baudenkmale in Stralsund eingetragen.